# Primera División Femenina de España 2013-14
La temporada 2013-14 fue la 26.ª edición de la Primera División Femenina de fútbol. Se dio inicio a la competición el 7 de septiembre de 2013 y finalizó el 4 de mayo de 2014. En esta versión se coronó campeón el F. C. Barcelona a falta de tres jornadas del final del torneo, consiguiendo de esta forma y por tercer año consecutivo la ansiada Liga. El equipo catalán dominó el campeonato de principio a fin, colocándose en lo más alto de la tabla durante 29 jornadas consecutivas.

## Sistema de competición
La competición la disputaron 16 equipos, que jugaron todos contra todos a doble partido (un partido en el campo de cada equipo), según el calendario previamente establecido por sorteo.
Los equipos puntúan en función de sus resultados: tres puntos por partido ganado, uno por el empate y ninguno por las derrotas. El club que sume más puntos al término del campeonato se proclamará campeón de liga y obtendrá una plaza para la siguiente edición de la Liga de Campeones de la UEFA. Asimismo, los ocho primeros clasificados disputarán la Copa de la Reina al término de la liga. Los dos últimos clasificados descenderán a Segunda División Femenina.

## Ascensos y descensos
| Pos. | Descendidos de 1ª División  |
| ---- | --------------------------- |
| 15.º | S. P. C. Llanos de Olivenza |
| 16.º | S. D. Lagunak               |

| Pos. | Ascendidos de 2ª División |
| ---- | ------------------------- |
| 1.º  | Granada C. F.             |
| 2.º  | Oviedo Moderno C. F.      |

## Información de los equipos
| Equipo                          | Ciudad                | Entrenador           | Estadio                         | Aforo | Marca   | Patrocinador                 | Presupuesto |
| ------------------------------- | --------------------- | -------------------- | ------------------------------- | ----- | ------- | ---------------------------- | ----------- |
| Athletic Club                   | Bilbao                | Juan Luis Fuentes    | Instalaciones de Lezama         | 1.500 | Nike    | Diputación Foral de Vizcaya  | 600.000 €   |
| Club Atlético de Madrid Féminas | Madrid                | Ferney Agudelo       | Miniestadio Cerro del Espino    | 3.500 | Nike    | Azerbaiyán                   | 375.000 €   |
| C. D. Transportes Alcaine       | Zaragoza              | Alberto Berna        | Estadio Pedro Sancho            | 1.000 | Adidas  | Transportes Alcaine          | 250.000 €   |
| Club Esportiu Sant Gabriel      | San Adrián de Besós   | Daniel Limones       | José Luis Ruiz Casado           | 1.000 | Nike    |                              | 300.000 €   |
| Fútbol Club Barcelona           | Barcelona             | Xavi Llorens         | Ciudad Deportiva Joan Gamper    | 950   | Nike    | Qatar Airways                | 800.000 €   |
| Fútbol Club Levante Las Planas  | San Juan Despí        | José María Fernández | Municipal Les Planes            | 1.000 | Luanvi  | Nizatour, Hesperia           | 55.000 €    |
| Granada Club de Fútbol          | Granada               | Matías Martínez      | Miguel Prieto                   | 2.500 | Luanvi  | Puleva                       | 70.000 €    |
| Levante Unión Deportiva         | Valencia              | Antonio Contreras    | Polideportivo de Nazaret        | 400   | Kelme   | Diputación de Valencia       | 500.000 €   |
| Oviedo Moderno Club de Fútbol   | Oviedo                | Pepe Rodríguez       | Manuel Díaz Vega                | 1.000 | Legea   | Alimerka                     | 150.000 €   |
| Rayo Vallecano de Madrid        | Madrid                | Laura Torvisco       | Ciudad Deportiva Rayo Vallecano | 2.500 | Erreà   |                              | 150.000 €   |
| Real Sociedad de Fútbol         | San Sebastián         | Unai Gazpio          | Instalaciones de Zubieta        | 2.500 | Nike    | La Gula del Norte            | 600.000 €   |
| Real Club Deportivo Espanyol    | Cornellà de Llobregat | José Antonio Montes  | Ciutat Esportiva Dani Jarque    | 1.000 | Puma    | Cancún, EMB                  | 320.000 €   |
| Sevilla Fútbol Club             | Sevilla               | Manolo Pineda        | José Ramón Cisneros Palacios    | 7.500 | Warrior |                              | 120.000 €   |
| Sporting Club de Huelva         | Huelva                | Antonio Toledo       | Polideportivo Pepe San Andrés   | 800   | Mercury | Cajasol                      | 120.000 €   |
| Unión Deportiva Collerense      | Palma de Mallorca     | Miguel Bestard       | Can Caimari                     | 1.000 | Erreà   | Reciclajes Pérez, Air Europa | 70.000 €    |
| Valencia Féminas Club de Fútbol | Valencia              | Cristian Toro        | Municipal de Beniferri          | 1.000 | Joma    |                              | 300.000 €   |

## Equipos por Comunidad Autónoma
| Com. Autónoma  | N.º | Equipos                                                                           |
| -------------- | --- | --------------------------------------------------------------------------------- |
| Cataluña       | 4   | C. E. Sant Gabriel, F. C. Barcelona, F. C. Levante Las Planas y R. C. D. Espanyol |
| Andalucía      | 3   | Sevilla F. C., Sporting de Huelva y Granada C. F.                                 |
| Com. de Madrid | 2   | Atlético de Madrid y Rayo Vallecano                                               |
| País Vasco     | 2   | Athletic Club y Real Sociedad                                                     |
| C. Valenciana  | 2   | Valencia C. F. y Levante U. D.                                                    |
| Aragón         | 1   | C. D. Transportes Alcaine                                                         |
| Asturias       | 1   | Oviedo Moderno C. F.                                                              |
| Islas Baleares | 1   | U. D. Collerense                                                                  |

## Clasificación
|  |     | Equipos                      |  | P. J. | G. | E. | P. | G. F. | G. C. | Dif. | Pts. |
|  | --- | ---------------------------- |  | ----- | -- | -- | -- | ----- | ----- | ---- | ---- |
|  | 1.  | F. C. Barcelona (C)          |  | 30    | 25 | 4  | 1  | 82    | 11    | +71  | 79   |
|  | 2.  | Athletic Club                |  | 30    | 22 | 3  | 5  | 79    | 22    | +57  | 69   |
|  | 3.  | Atlético Féminas             |  | 30    | 16 | 6  | 8  | 72    | 35    | +37  | 54   |
|  | 4.  | Rayo Vallecano               |  | 30    | 14 | 9  | 7  | 45    | 30    | +15  | 51   |
|  | 5.  | Levante U. D.                |  | 30    | 14 | 9  | 7  | 38    | 29    | +9   | 51   |
|  | 6.  | Valencia Féminas             |  | 30    | 15 | 6  | 9  | 45    | 27    | +18  | 51   |
|  | 7.  | Real Sociedad                |  | 30    | 10 | 10 | 10 | 36    | 34    | +2   | 40   |
|  | 8.  | Sporting de Huelva           |  | 30    | 11 | 7  | 12 | 41    | 42    | -1   | 40   |
|  | 9.  | C. E. Sant Gabriel           |  | 30    | 9  | 7  | 14 | 40    | 56    | -16  | 34   |
|  | 10. | U. D. Collerense             |  | 30    | 10 | 4  | 16 | 45    | 62    | -17  | 34   |
|  | 11. | R. C. D. Espanyol            |  | 30    | 8  | 8  | 14 | 37    | 51    | -14  | 32   |
|  | 12. | C. D. Transportes Alcaine    |  | 30    | 8  | 7  | 15 | 29    | 55    | -26  | 31   |
|  | 13. | Oviedo Moderno C. F.         |  | 30    | 6  | 12 | 12 | 30    | 41    | -11  | 30   |
|  | 14. | Sevilla F. C.                |  | 30    | 7  | 5  | 18 | 23    | 61    | -38  | 26   |
|  | 15. | Granada C. F. (D)            |  | 30    | 5  | 7  | 18 | 41    | 81    | -40  | 22   |
|  | 16. | F. C. Levante Las Planas (D) |  | 30    | 6  | 4  | 20 | 27    | 73    | -46  | 22   |

(D) Descendido  (C) Campeón
Pts. = Puntos; P. J. = Partidos jugados; G. = Partidos ganados; E. = Partidos empatados; P. = Partidos perdidos; G. F. = Goles a favor; G. C. = Goles en contra; Dif. = Diferencia de goles
|  | Clasificado para la Liga de Campeones 2014-15 y la Copa de la Reina 2014 |
|  | Clasificado para la Copa de la Reina 2014                                |
|  | Desciende a Segunda División 2014/15                                     |

### Evolución de la clasificación
| Equipo / Jornada          | 1  | 2  | 3  | 4  | 5  | 6  | 7  | 8  | 9  | 10 | 11 | 12 | 13 | 14 | 15 | 16 | 17 | 18 | 19 | 20 | 21 | 22 | 23 | 24 | 25 | 26 | 27 | 28 | 29 | 30 |
| Equipo / Jornada          |    |    |    |    |    |    |    |    |    |    |    |    |    |    |    |    |    |    |    |    |    |    |    |    |    |    |    |    |    |    |
| ------------------------- | -- | -- | -- | -- | -- | -- | -- | -- | -- | -- | -- | -- | -- | -- | -- | -- | -- | -- | -- | -- | -- | -- | -- | -- | -- | -- | -- | -- | -- | -- |
| F. C. Barcelona           | 2  | 1  | 1  | 1  | 1  | 1  | 1  | 1  | 1  | 1  | 1  | 1  | 1  | 1  | 1  | 1  | 1  | 1  | 1  | 1  | 1  | 1  | 1  | 1  | 1  | 1  | 1  | 1  | 1  | 1  |
| Athletic Club             | 6  | 3  | 2  | 4  | 3  | 3  | 3  | 2  | 2  | 3  | 4  | 3  | 2  | 2  | 2  | 2  | 2  | 2  | 2  | 2  | 2  | 2  | 2  | 2  | 2  | 2  | 2  | 2  | 2  | 2  |
| Atlético Féminas          | 1  | 7  | 7  | 7  | 7  | 6  | 5  | 4  | 3  | 4  | 2  | 4  | 3  | 3  | 3  | 3  | 3  | 4  | 3  | 4  | 4  | 4  | 3  | 3  | 3  | 3  | 3  | 3  | 3  | 3  |
| Rayo Vallecano            | 4  | 2  | 4  | 2  | 5  | 5  | 7  | 7  | 6  | 6  | 6  | 5  | 5  | 4  | 4  | 4  | 4  | 3  | 4  | 5  | 5  | 5  | 5  | 5  | 5  | 5  | 5  | 6  | 5  | 4  |
| Levante U. D.             | 3  | 4  | 6  | 3  | 2  | 2  | 2  | 3  | 5  | 5  | 5  | 6  | 6  | 6  | 6  | 6  | 6  | 6  | 6  | 6  | 6  | 6  | 6  | 6  | 6  | 6  | 6  | 5  | 6  | 5  |
| Valencia Féminas          | 5  | 5  | 3  | 5  | 4  | 4  | 4  | 5  | 4  | 2  | 3  | 2  | 4  | 5  | 5  | 5  | 5  | 5  | 5  | 3  | 3  | 3  | 4  | 4  | 4  | 4  | 4  | 4  | 4  | 6  |
| Real Sociedad             | 12 | 15 | 15 | 12 | 10 | 8  | 9  | 8  | 8  | 8  | 9  | 9  | 11 | 11 | 10 | 13 | 12 | 8  | 8  | 7  | 7  | 7  | 7  | 7  | 7  | 7  | 7  | 7  | 8  | 7  |
| Sporting de Huelva        | 11 | 14 | 9  | 8  | 9  | 10 | 10 | 11 | 10 | 9  | 8  | 7  | 7  | 7  | 7  | 7  | 7  | 7  | 7  | 8  | 8  | 8  | 8  | 8  | 8  | 8  | 8  | 8  | 7  | 8  |
| C. E. Sant Gabriel        | 7  | 6  | 5  | 6  | 6  | 7  | 6  | 6  | 7  | 7  | 7  | 8  | 10 | 10 | 11 | 9  | 9  | 12 | 12 | 11 | 10 | 9  | 9  | 9  | 9  | 9  | 10 | 12 | 11 | 9  |
| U. D. Collerense          | 15 | 8  | 10 | 13 | 13 | 15 | 11 | 10 | 9  | 10 | 11 | 11 | 8  | 8  | 9  | 10 | 11 | 9  | 9  | 9  | 9  | 10 | 11 | 10 | 10 | 10 | 9  | 9  | 9  | 10 |
| R. C. D. Espanyol         | 9  | 10 | 12 | 16 | 16 | 12 | 13 | 12 | 12 | 11 | 12 | 12 | 12 | 13 | 14 | 12 | 13 | 14 | 14 | 13 | 13 | 12 | 10 | 11 | 11 | 13 | 13 | 11 | 10 | 11 |
| C. D. Transportes Alcaine | 14 | 11 | 13 | 10 | 11 | 14 | 14 | 14 | 14 | 15 | 16 | 15 | 14 | 14 | 12 | 11 | 10 | 11 | 11 | 14 | 14 | 14 | 14 | 13 | 12 | 11 | 12 | 10 | 12 | 12 |
| Oviedo Moderno C. F.      | 10 | 9  | 11 | 15 | 15 | 16 | 16 | 16 | 16 | 14 | 13 | 13 | 13 | 12 | 13 | 14 | 14 | 13 | 13 | 12 | 12 | 13 | 13 | 14 | 13 | 12 | 11 | 13 | 13 | 13 |
| Sevilla F. C.             | 16 | 13 | 14 | 11 | 8  | 9  | 8  | 9  | 11 | 12 | 10 | 10 | 9  | 9  | 8  | 8  | 8  | 10 | 10 | 10 | 11 | 11 | 12 | 12 | 14 | 14 | 14 | 14 | 14 | 14 |
| Granada C. F.             | 13 | 16 | 16 | 14 | 14 | 11 | 12 | 13 | 13 | 16 | 15 | 16 | 15 | 16 | 15 | 15 | 15 | 15 | 16 | 15 | 16 | 16 | 15 | 15 | 16 | 16 | 15 | 15 | 15 | 15 |
| F. C. Levante Las Planas  | 8  | 12 | 8  | 9  | 12 | 13 | 15 | 15 | 15 | 13 | 14 | 14 | 16 | 15 | 16 | 16 | 16 | 16 | 15 | 16 | 15 | 15 | 16 | 16 | 15 | 15 | 16 | 16 | 16 | 16 |

## Resultados

### Primera vuelta
| Athletic Club             | 1 - 0 | Real Sociedad        | Instalaciones de Lezama        | 7 de septiembre | 18:30 |
| C. E. Sant Gabriel        | 1 - 0 | Sporting de Huelva   | Polideportivo Pepe San Andrés  | 8 de septiembre | 11:00 |
| F. C. Barcelona           | 5 - 0 | U. D. Collerense     | Ciudad Deportiva Joan Gamper   | 8 de septiembre | 12:00 |
| Levante U. D.             | 4 - 1 | Granada C. F.        | Polideportivo de Nazaret       | 8 de septiembre | 12:00 |
| C. D. Transportes Alcaine | 0 - 3 | Rayo Vallecano       | Estadio Pedro Sancho           | 8 de septiembre | 12:00 |
| Valencia Féminas          | 2 - 1 | Oviedo Moderno C. F. | Estadio Municipal de Beniferri | 8 de septiembre | 12:15 |
| Atlético Féminas          | 7 - 0 | Sevilla F. C.        | Miniestadio Cerro del Espino   | 8 de septiembre | 13:00 |
| F. C. Levante Las Planas  | 2 - 2 | R. C. D. Espanyol    | Estadio Municipal Les Planes   | 8 de septiembre | 17:00 |

| R. C. D. Espanyol    | 0 - 2 | Levante U. D.             | Ciutat Esportiva Dani Jarque    | 14 de septiembre | 20:00 |
| Granada C. F.        | 1 - 5 | Athletic Club             | Estadio Miguel Prieto           | 14 de septiembre | 22:00 |
| U. D. Collerense     | 2 - 1 | Atlético Féminas          | Estadio Can Caimari             | 15 de septiembre | 11:00 |
| Sevilla F. C.        | 1 - 1 | C. E. Sant Gabriel        | José Ramón Cisneros Palacios    | 15 de septiembre | 11:30 |
| Oviedo Moderno C. F. | 0 - 0 | C. D. Transportes Alcaine | Estadio Manuel Díaz Vega        | 15 de septiembre | 12:00 |
| Sporting de Huelva   | 1 - 2 | Valencia Féminas          | Estadio José Luis Ruiz Casado   | 15 de septiembre | 12:00 |
| Real Sociedad        | 0 - 5 | F. C. Barcelona           | Instalaciones de Zubieta        | 15 de septiembre | 12:00 |
| Rayo Vallecano       | 6 - 1 | F. C. Levante Las Planas  | Ciudad Deportiva Rayo Vallecano | 15 de septiembre | 12:15 |

| Valencia Féminas         | 3 - 0  | C. D. Transportes Alcaine | Estadio Municipal de Beniferri | 21 de septiembre | 18:00 |
| C. E. Sant Gabriel       | 5 - 0  | U. D. Collerense          | Estadio José Luis Ruiz Casado  | 22 de septiembre | 11:00 |
| Sporting de Huelva       | 2 - 0  | Sevilla F. C.             | Polideportivo Pepe San Andrés  | 22 de septiembre | 12:00 |
| F. C. Barcelona          | 10 - 0 | Granada C. F.             | Ciudad Deportiva Joan Gamper   | 22 de septiembre | 12:00 |
| Athletic Club            | 3 - 0  | R. C. D. Espanyol         | Instalaciones de Lezama        | 22 de septiembre | 12:00 |
| F. C. Levante Las Planas | 2 - 1  | Oviedo Moderno C. F.      | Estadio Municipal Les Planes   | 22 de septiembre | 12:15 |
| Levante U. D.            | 0 - 0  | Rayo Vallecano            | Polideportivo de Nazaret       | 22 de septiembre | 12:30 |
| Atlético Féminas         | 2 - 1  | Real Sociedad             | Miniestadio Cerro del Espino   | 22 de septiembre | 12:30 |

| Granada C. F.             | 2 - 1 | Atlético Féminas         | Estadio Miguel Prieto           | 29 de septiembre | 11:00 |
| U. D. Collerense          | 0 - 1 | Sporting de Huelva       | Estadio Can Caimari             | 29 de septiembre | 11:00 |
| Real Sociedad             | 2 - 0 | C. E. Sant Gabriel       | Instalaciones de Zubieta        | 29 de septiembre | 12:00 |
| R. C. D. Espanyol         | 0 - 3 | F. C. Barcelona          | Ciutat Esportiva Dani Jarque    | 29 de septiembre | 12:00 |
| Oviedo Moderno C. F.      | 0 - 1 | Levante U. D.            | Estadio Manuel Díaz Vega        | 29 de septiembre | 12:00 |
| Rayo Vallecano            | 3 - 1 | Athletic Club            | Ciudad Deportiva Rayo Vallecano | 29 de septiembre | 12:15 |
| C. D. Transportes Alcaine | 2 - 1 | F. C. Levante Las Planas | Estadio Pedro Sancho            | 29 de septiembre | 12:30 |
| Sevilla F. C.             | 2 - 1 | Valencia Féminas         | José Ramón Cisneros Palacios    | 29 de septiembre | 12:30 |

| Athletic Club      | 1 - 0 | Oviedo Moderno C. F.      | Instalaciones de Lezama        | 5 de octubre | 18:30 |
| Valencia Féminas   | 3 - 1 | F. C. Levante Las Planas  | Estadio Municipal de Beniferri | 5 de octubre | 19:00 |
| C. E. Sant Gabriel | 5 - 1 | Granada C. F.             | Estadio José Luis Ruiz Casado  | 6 de octubre | 11:00 |
| Sevilla F. C.      | 3 - 2 | U. D. Collerense          | José Ramón Cisneros Palacios   | 6 de octubre | 11:30 |
| Sporting de Huelva | 0 - 1 | Real Sociedad             | Polideportivo Pepe San Andrés  | 6 de octubre | 12:00 |
| Levante U. D.      | 2 - 1 | C. D. Transportes Alcaine | Polideportivo de Nazaret       | 6 de octubre | 12:00 |
| F. C. Barcelona    | 2 - 0 | Rayo Vallecano            | Ciudad Deportiva Joan Gamper   | 6 de octubre | 12:30 |
| Atlético Féminas   | 1 - 0 | R. C. D. Espanyol         | Miniestadio Cerro del Espino   | 6 de octubre | 13:30 |

| Rayo Vallecano            | 0 - 0 | Atlético Féminas   | Ciudad Deportiva Rayo Vallecano | 13 de octubre | 11:30 |
| U. D. Collerense          | 1 - 2 | Valencia Féminas   | Estadio Can Caimari             | 13 de octubre | 11:30 |
| Granada C. F.             | 4 - 1 | Sporting de Huelva | Estadio Miguel Prieto           | 13 de octubre | 11:30 |
| Real Sociedad             | 1 - 0 | Sevilla F. C.      | Instalaciones de Zubieta        | 13 de octubre | 12:00 |
| R. C. D. Espanyol         | 2 - 0 | C. E. Sant Gabriel | Ciutat Esportiva Dani Jarque    | 13 de octubre | 12:00 |
| Oviedo Moderno C. F.      | 0 - 0 | F. C. Barcelona    | Estadio Manuel Díaz Vega        | 13 de octubre | 12:00 |
| C. D. Transportes Alcaine | 0 - 5 | Athletic Club      | Estadio Pedro Sancho            | 13 de octubre | 12:00 |
| F. C. Levante Las Planas  | 0 - 1 | Levante U. D.      | Estadio Municipal Les Planes    | 13 de octubre | 17:00 |

| U. D. Collerense   | 2 - 1 | Real Sociedad             | Estadio Can Caimari            | 20 de octubre | 11:30 |
| Athletic Club      | 9 - 1 | F. C. Levante Las Planas  | Instalaciones de Lezama        | 20 de octubre | 12:00 |
| Sporting de Huelva | 2 - 2 | R. C. D. Espanyol         | Polideportivo Pepe San Andrés  | 20 de octubre | 12:00 |
| Valencia Féminas   | 2 - 3 | Levante U. D.             | Estadio Municipal de Beniferri | 20 de octubre | 12:00 |
| F. C. Barcelona    | 2 - 1 | C. D. Transportes Alcaine | Ciudad Deportiva Joan Gamper   | 20 de octubre | 12:00 |
| C. E. Sant Gabriel | 1 - 0 | Rayo Vallecano            | Estadio José Luis Ruiz Casado  | 20 de octubre | 12:45 |
| Sevilla F. C.      | 1 - 0 | Granada C. F.             | José Ramón Cisneros Palacios   | 20 de octubre | 13:00 |
| Atlético Féminas   | 6 - 1 | Oviedo Moderno C. F.      | Miniestadio Cerro del Espino   | 20 de octubre | 16:00 |

| Levante U. D.             | 0 - 4 | Athletic Club      | Polideportivo de Nazaret        | 2 de noviembre | 11:45 |
| Real Sociedad             | 0 - 0 | Valencia Féminas   | Instalaciones de Zubieta        | 2 de noviembre | 12:00 |
| Rayo Vallecano            | 1 - 1 | Sporting de Huelva | Ciudad Deportiva Rayo Vallecano | 2 de noviembre | 12:00 |
| Oviedo Moderno C. F.      | 0 - 0 | C. E. Sant Gabriel | Estadio Manuel Díaz Vega        | 2 de noviembre | 17:00 |
| C. D. Transportes Alcaine | 0 - 2 | Atlético Féminas   | Estadio Pedro Sancho            | 2 de noviembre | 18:00 |
| Granada C. F.             | 3 - 4 | U. D. Collerense   | Estadio Miguel Prieto           | 2 de noviembre | 19:30 |
| R. C. D. Espanyol         | 2 - 0 | Sevilla F. C.      | Ciutat Esportiva Dani Jarque    | 3 de noviembre | 10:30 |
| F. C. Levante Las Planas  | 0 - 3 | F. C. Barcelona    | Estadio Municipal Les Planes    | 3 de noviembre | 16:00 |

| Sevilla F. C.      | 1 - 2 | Rayo Vallecano            | José Ramón Cisneros Palacios   | 9 de noviembre  | 11:45 |
| U. D. Collerense   | 2 - 1 | R. C. D. Espanyol         | Estadio Can Caimari            | 10 de noviembre | 11:00 |
| Valencia Féminas   | 3 - 0 | Athletic Club             | Estadio Municipal de Beniferri | 10 de noviembre | 12:00 |
| Real Sociedad      | 3 - 0 | Granada C. F.             | Instalaciones de Zubieta       | 10 de noviembre | 12:00 |
| Sporting de Huelva | 1 - 0 | Oviedo Moderno C. F.      | Polideportivo Pepe San Andrés  | 10 de noviembre | 12:00 |
| Atlético Féminas   | 5 - 0 | F. C. Levante Las Planas  | Miniestadio Cerro del Espino   | 10 de noviembre | 12:00 |
| C. E. Sant Gabriel | 2 - 2 | C. D. Transportes Alcaine | Estadio José Luis Ruiz Casado  | 10 de noviembre | 13:00 |
| F. C. Barcelona    | 1 - 0 | Levante U. D.             | Ciudad Deportiva Joan Gamper   | 21 de diciembre | 17:00 |

| Levante U. D.             | 1 - 1 | Atlético Féminas   | Polideportivo de Nazaret        | 16 de noviembre | 16:00 |
| Granada C. F.             | 1 - 5 | Valencia Féminas   | Estadio Miguel Prieto           | 17 de noviembre | 11:00 |
| R. C. D. Espanyol         | 2 - 1 | Real Sociedad      | Ciutat Esportiva Dani Jarque    | 17 de noviembre | 12:00 |
| Rayo Vallecano            | 3 - 0 | U. D. Collerense   | Ciudad Deportiva Rayo Vallecano | 17 de noviembre | 12:00 |
| Oviedo Moderno C. F.      | 1 - 0 | Sevilla F. C.      | Estadio Manuel Díaz Vega        | 17 de noviembre | 12:00 |
| C. D. Transportes Alcaine | 1 - 1 | Sporting de Huelva | Estadio Pedro Sancho            | 17 de noviembre | 12:00 |
| Athletic Club             | 1 - 2 | F. C. Barcelona    | Instalaciones de Lezama         | 17 de noviembre | 12:00 |
| F. C. Levante Las Planas  | 2 - 0 | C. E. Sant Gabriel | Estadio Municipal Les Planes    | 17 de noviembre | 16:00 |

| Valencia Féminas   | 0 - 1 | F. C. Barcelona           | Estadio Municipal de Beniferri | 30 de noviembre | 11:45 |
| Sevilla F. C.      | 2 - 1 | C. D. Transportes Alcaine | José Ramón Cisneros Palacios   | 30 de noviembre | 16:00 |
| Granada C. F.      | 2 - 2 | R. C. D. Espanyol         | Estadio Miguel Prieto          | 1 de diciembre  | 11:15 |
| U. D. Collerense   | 1 - 1 | Oviedo Moderno C. F.      | Estadio Can Caimari            | 1 de diciembre  | 11:30 |
| Atlético Féminas   | 2 - 1 | Athletic Club             | Miniestadio Cerro del Espino   | 1 de diciembre  | 12:00 |
| Sporting de Huelva | 3 - 0 | F. C. Levante Las Planas  | Polideportivo Pepe San Andrés  | 1 de diciembre  | 12:00 |
| Real Sociedad      | 1 - 1 | Rayo Vallecano            | Instalaciones de Zubieta       | 1 de diciembre  | 12:30 |
| C. E. Sant Gabriel | 1 - 1 | Levante U. D.             | Estadio José Luis Ruiz Casado  | 1 de diciembre  | 18:30 |

| F. C. Barcelona           | 2 - 1 | Atlético Féminas   | Ciudad Deportiva Joan Gamper    | 7 de diciembre | 11:45 |
| R. C. D. Espanyol         | 0 - 1 | Valencia Féminas   | Ciutat Esportiva Dani Jarque    | 7 de diciembre | 12:00 |
| Oviedo Moderno C. F.      | 2 - 0 | Real Sociedad      | Estadio Manuel Díaz Vega        | 7 de diciembre | 17:00 |
| Athletic Club             | 4 - 0 | C. E. Sant Gabriel | Instalaciones de Lezama         | 7 de diciembre | 17:00 |
| Levante U. D.             | 0 - 3 | Sporting de Huelva | Polideportivo de Nazaret        | 8 de diciembre | 12:00 |
| F. C. Levante Las Planas  | 1 - 1 | Sevilla F. C.      | Estadio Municipal Les Planes    | 8 de diciembre | 12:00 |
| C. D. Transportes Alcaine | 2 - 2 | U. D. Collerense   | Estadio Pedro Sancho            | 8 de diciembre | 12:00 |
| Rayo Vallecano            | 2 - 1 | Granada C. F.      | Ciudad Deportiva Rayo Vallecano | 8 de diciembre | 12:30 |

| Valencia Féminas   | 0 - 1 | Atlético Féminas          | Estadio Municipal de Beniferri | 14 de diciembre | 11:45 |
| C. E. Sant Gabriel | 0 - 4 | F. C. Barcelona           | Estadio José Luis Ruiz Casado  | 15 de diciembre | 11:00 |
| Sevilla F. C.      | 1 - 0 | Levante U. D.             | José Ramón Cisneros Palacios   | 15 de diciembre | 11:30 |
| U. D. Collerense   | 5 - 1 | F. C. Levante Las Planas  | Estadio Can Caimari            | 15 de diciembre | 12:00 |
| Sporting de Huelva | 0 - 1 | Athletic Club             | Polideportivo Pepe San Andrés  | 15 de diciembre | 12:00 |
| Real Sociedad      | 0 - 3 | C. D. Transportes Alcaine | Instalaciones de Zubieta       | 15 de diciembre | 12:30 |
| R. C. D. Espanyol  | 1 - 1 | Rayo Vallecano            | Ciutat Esportiva Dani Jarque   | 15 de diciembre | 12:30 |
| Granada C. F.      | 2 - 2 | Oviedo Moderno C. F.      | Estadio Miguel Prieto          | 15 de diciembre | 13:30 |

| Atlético Féminas          | 4 - 0 | C. E. Sant Gabriel | Miniestadio Cerro del Espino   | 21 de diciembre | 14:30 |
| Valencia Féminas          | 0 - 1 | Rayo Vallecano     | Estadio Municipal de Beniferri | 21 de diciembre | 16:00 |
| Athletic Club             | 5 - 0 | Sevilla F. C.      | Instalaciones de Lezama        | 28 de diciembre | 11:45 |
| Levante U. D.             | 3 - 0 | U. D. Collerense   | Polideportivo de Nazaret       | 29 de diciembre | 11:30 |
| F. C. Barcelona           | 3 - 0 | Sporting de Huelva | Ciudad Deportiva Joan Gamper   | 29 de diciembre | 11:30 |
| C. D. Transportes Alcaine | 2 - 1 | Granada C. F.      | Estadio Pedro Sancho           | 29 de diciembre | 12:00 |
| F. C. Levante Las Planas  | 2 - 2 | Real Sociedad      | Estadio Municipal Les Planes   | 29 de diciembre | 12:00 |
| Oviedo Moderno C. F.      | 2 - 1 | R. C. D. Espanyol  | Estadio Manuel Díaz Vega       | 29 de diciembre | 14:00 |

| Sevilla F. C.      | 0 - 0 | F. C. Barcelona           | José Ramón Cisneros Palacios    | 4 de enero | 11:00 |
| C. E. Sant Gabriel | 1 - 3 | Valencia Féminas          | Estadio José Luis Ruiz Casado   | 4 de enero | 11:45 |
| R. C. D. Espanyol  | 0 - 1 | C. D. Transportes Alcaine | Ciutat Esportiva Dani Jarque    | 4 de enero | 16:00 |
| Sporting de Huelva | 1 - 1 | Atlético Féminas          | Polideportivo Pepe San Andrés   | 4 de enero | 16:00 |
| Rayo Vallecano     | 2 - 1 | Oviedo Moderno C. F.      | Ciudad Deportiva Rayo Vallecano | 4 de enero | 18:00 |
| U. D. Collerense   | 0 - 2 | Athletic Club             | Estadio Can Caimari             | 5 de enero | 11:00 |
| Real Sociedad      | 1 - 1 | Levante U. D.             | Instalaciones de Zubieta        | 5 de enero | 12:00 |
| Granada C. F.      | 5 - 1 | F. C. Levante Las Planas  | Estadio Miguel Prieto           | 5 de enero | 12:00 |

### Segunda vuelta
| Sevilla F. C.        | 1 - 3 | Atlético Féminas          | José Ramón Cisneros Palacios    | 11 de enero | 11:45 |
| Real Sociedad        | 1 - 2 | Athletic Club             | Instalaciones de Zubieta        | 11 de enero | 12:00 |
| Granada C. F.        | 1 - 3 | Levante U. D.             | Estadio Miguel Prieto           | 12 de enero | 11:15 |
| U. D. Collerense     | 0 - 1 | F. C. Barcelona           | Estadio Can Caimari             | 12 de enero | 11:30 |
| Oviedo Moderno C. F. | 0 - 3 | Valencia Féminas          | Estadio Manuel Díaz Vega        | 12 de enero | 12:00 |
| Sporting de Huelva   | 2 - 2 | C. E. Sant Gabriel        | Polideportivo Pepe San Andrés   | 12 de enero | 12:00 |
| R. C. D. Espanyol    | 1 - 0 | F. C. Levante Las Planas  | Ciutat Esportiva Dani Jarque    | 12 de enero | 12:00 |
| Rayo Vallecano       | 1 - 0 | C. D. Transportes Alcaine | Ciudad Deportiva Rayo Vallecano | 12 de enero | 18:15 |

| Valencia Féminas          | 1 - 0 | Sporting de Huelva   | Estadio Municipal de Beniferri | 18 de enero | 11:45 |
| Levante U. D.             | 1 - 0 | R. C. D. Espanyol    | Polideportivo de Nazaret       | 18 de enero | 18:00 |
| F. C. Barcelona           | 2 - 2 | Real Sociedad        | Ciudad Deportiva Joan Gamper   | 19 de enero | 11:00 |
| Athletic Club             | 5 - 0 | Granada C. F.        | Instalaciones de Lezama        | 19 de enero | 12:00 |
| C. D. Transportes Alcaine | 0 - 0 | Oviedo Moderno C. F. | Estadio Pedro Sancho           | 19 de enero | 12:00 |
| Atlético Féminas          | 5 - 1 | U. D. Collerense     | Miniestadio Cerro del Espino   | 19 de enero | 12:15 |
| F. C. Levante Las Planas  | 0 - 1 | Rayo Vallecano       | Estadio Municipal Les Planes   | 19 de enero | 12:30 |
| C. E. Sant Gabriel        | 1 - 1 | Sevilla F. C.        | Estadio José Luis Ruiz Casado  | 19 de enero | 13:00 |

| Rayo Vallecano            | 2 - 1 | Levante U. D.            | Ciudad Deportiva Rayo Vallecano | 25 de enero | 11:45 |
| U. D. Collerense          | 5 - 2 | C. E. Sant Gabriel       | Estadio Can Caimari             | 25 de enero | 16:00 |
| Sevilla F. C.             | 2 - 2 | Sporting de Huelva       | José Ramón Cisneros Palacios    | 26 de enero | 11:30 |
| Oviedo Moderno C. F.      | 2 - 0 | F. C. Levante Las Planas | Estadio Manuel Díaz Vega        | 26 de enero | 12:00 |
| Real Sociedad             | 3 - 2 | Atlético Féminas         | Instalaciones de Zubieta        | 26 de enero | 12:00 |
| C. D. Transportes Alcaine | 0 - 0 | Valencia Féminas         | Estadio Pedro Sancho            | 26 de enero | 12:00 |
| R. C. D. Espanyol         | 1 - 2 | Athletic Club            | Ciutat Esportiva Dani Jarque    | 26 de enero | 12:00 |
| Granada C. F.             | 0 - 3 | F. C. Barcelona          | Estadio Miguel Prieto           | 26 de enero | 16:00 |

| F. C. Barcelona          | 4 - 0 | R. C. D. Espanyol         | Ciudad Deportiva Joan Gamper   | 1 de febrero | 11:45 |
| C. E. Sant Gabriel       | 0 - 2 | Real Sociedad             | Estadio José Luis Ruiz Casado  | 2 de febrero | 11:00 |
| Sporting de Huelva       | 1 - 0 | U. D. Collerense          | Polideportivo Pepe San Andrés  | 2 de febrero | 11:00 |
| Valencia Féminas         | 3 - 1 | Sevilla F. C.             | Estadio Municipal de Beniferri | 2 de febrero | 11:30 |
| Levante U. D.            | 2 - 1 | Oviedo Moderno C. F.      | Polideportivo de Nazaret       | 2 de febrero | 12:00 |
| Athletic Club            | 2 - 2 | Rayo Vallecano            | Instalaciones de Lezama        | 2 de febrero | 12:00 |
| Atlético Féminas         | 5 - 0 | Granada C. F.             | Miniestadio Cerro del Espino   | 2 de febrero | 12:30 |
| F. C. Levante Las Planas | 2 - 0 | C. D. Transportes Alcaine | Estadio Municipal Les Planes   | 2 de febrero | 16:30 |

| Oviedo Moderno C. F.      | 0 - 0 | Athletic Club      | Estadio Manuel Díaz Vega        | 8 de febrero | 11:45 |
| U. D. Collerense          | 5 - 1 | Sevilla F. C.      | Estadio Can Caimari             | 9 de febrero | 10:30 |
| Granada C. F.             | 2 - 2 | C. E. Sant Gabriel | Estadio Miguel Prieto           | 9 de febrero | 11:30 |
| Rayo Vallecano            | 0 - 1 | F. C. Barcelona    | Ciudad Deportiva Rayo Vallecano | 9 de febrero | 11:30 |
| C. D. Transportes Alcaine | 0 - 1 | Levante U. D.      | Estadio Pedro Sancho            | 9 de febrero | 12:00 |
| R. C. D. Espanyol         | 2 - 1 | Atlético Féminas   | Ciutat Esportiva Dani Jarque    | 9 de febrero | 12:00 |
| Real Sociedad             | 2 - 0 | Sporting de Huelva | Instalaciones de Zubieta        | 9 de febrero | 12:00 |
| F. C. Levante Las Planas  | 0 - 2 | Valencia Féminas   | Estadio Municipal Les Planes    | 9 de febrero | 12:15 |

| Atlético Féminas   | 2 - 0 | Rayo Vallecano            | Miniestadio Cerro del Espino   | 15 de febrero | 11:45 |
| C. E. Sant Gabriel | 3 - 2 | R. C. D. Espanyol         | Estadio José Luis Ruiz Casado  | 16 de febrero | 11:00 |
| Valencia Féminas   | 2 - 0 | U. D. Collerense          | Estadio Municipal de Beniferri | 16 de febrero | 11:00 |
| Sporting de Huelva | 4 - 0 | Granada C. F.             | Polideportivo Pepe San Andrés  | 16 de febrero | 12:00 |
| Athletic Club      | 7 - 0 | C. D. Transportes Alcaine | Instalaciones de Lezama        | 16 de febrero | 12:00 |
| Sevilla F. C.      | 0 - 4 | Real Sociedad             | José Ramón Cisneros Palacios   | 16 de febrero | 12:00 |
| F. C. Barcelona    | 4 - 1 | Oviedo Moderno C. F.      | Ciudad Deportiva Joan Gamper   | 16 de febrero | 12:00 |
| Levante U. D.      | 0 - 1 | F. C. Levante Las Planas  | Polideportivo de Nazaret       | 16 de febrero | 17:00 |

| Levante U. D.             | 0 - 0 | Valencia Féminas   | Polideportivo de Nazaret        | 1 de marzo | 11:45 |
| Granada C. F.             | 1 - 2 | Sevilla F. C.      | Estadio Miguel Prieto           | 1 de marzo | 17:45 |
| Rayo Vallecano            | 1 - 3 | C. E. Sant Gabriel | Ciudad Deportiva Rayo Vallecano | 2 de marzo | 11:00 |
| Real Sociedad             | 1 - 0 | U. D. Collerense   | Instalaciones de Zubieta        | 2 de marzo | 11:00 |
| C. D. Transportes Alcaine | 1 - 4 | F. C. Barcelona    | Estadio Pedro Sancho            | 2 de marzo | 12:00 |
| F. C. Levante Las Planas  | 0 - 1 | Athletic Club      | Estadio Municipal Les Planes    | 2 de marzo | 12:00 |
| R. C. D. Espanyol         | 3 - 1 | Sporting de Huelva | Ciutat Esportiva Dani Jarque    | 2 de marzo | 12:00 |
| Oviedo Moderno C. F.      | 2 - 2 | Atlético Féminas   | Estadio Manuel Díaz Vega        | 2 de marzo | 12:30 |

| Atlético Féminas   | 5 - 2 | C. D. Transportes Alcaine | Miniestadio Cerro del Espino   | 8 de marzo | 11:45 |
| U. D. Collerense   | 0 - 2 | Granada C. F.             | Estadio Can Caimari            | 8 de marzo | 19:00 |
| C. E. Sant Gabriel | 3 - 0 | Oviedo Moderno C. F.      | Estadio José Luis Ruiz Casado  | 9 de marzo | 11:00 |
| Valencia Féminas   | 0 - 0 | Real Sociedad             | Estadio Municipal de Beniferri | 9 de marzo | 12:00 |
| F. C. Barcelona    | 4 - 0 | F. C. Levante Las Planas  | Ciudad Deportiva Joan Gamper   | 9 de marzo | 12:00 |
| Sporting de Huelva | 2 - 1 | Rayo Vallecano            | Polideportivo Pepe San Andrés  | 9 de marzo | 12:00 |
| Athletic Club      | 3 - 2 | Levante U. D.             | Instalaciones de Lezama        | 9 de marzo | 12:00 |
| Sevilla F. C.      | 0 - 1 | R. C. D. Espanyol         | José Ramón Cisneros Palacios   | 9 de marzo | 14:00 |

| Levante U. D.             | 1 - 1 | F. C. Barcelona    | Polideportivo de Nazaret        | 15 de marzo | 11:45 |
| Granada C. F.             | 1 - 1 | Real Sociedad      | Estadio Miguel Prieto           | 16 de marzo | 11:00 |
| R. C. D. Espanyol         | 1 - 3 | U. D. Collerense   | Ciutat Esportiva Dani Jarque    | 16 de marzo | 11:00 |
| Oviedo Moderno C. F.      | 1 - 2 | Sporting de Huelva | Estadio Manuel Díaz Vega        | 16 de marzo | 12:00 |
| C. D. Transportes Alcaine | 2 - 0 | C. E. Sant Gabriel | Estadio Pedro Sancho            | 16 de marzo | 12:00 |
| F. C. Levante Las Planas  | 0 - 3 | Atlético Féminas   | Estadio Municipal Les Planes    | 16 de marzo | 12:15 |
| Rayo Vallecano            | 3 - 1 | Sevilla F. C.      | Ciudad Deportiva Rayo Vallecano | 16 de marzo | 13:00 |
| Athletic Club             | 3 - 0 | Valencia Féminas   | Instalaciones de Lezama         | 16 de marzo | 16:00 |

| Atlético Féminas   | 1 - 1 | Levante U. D.             | Miniestadio Cerro del Espino   | 22 de marzo | 11:45 |
| C. E. Sant Gabriel | 1 - 2 | F. C. Levante Las Planas  | Estadio José Luis Ruiz Casado  | 23 de marzo | 11:00 |
| Sevilla F. C.      | 0 - 2 | Oviedo Moderno C. F.      | José Ramón Cisneros Palacios   | 23 de marzo | 11:30 |
| U. D. Collerense   | 3 - 3 | Rayo Vallecano            | Estadio Can Caimari            | 23 de marzo | 12:00 |
| Valencia Féminas   | 2 - 1 | Granada C. F.             | Estadio Municipal de Beniferri | 23 de marzo | 12:00 |
| Sporting de Huelva | 0 - 2 | C. D. Transportes Alcaine | Polideportivo Pepe San Andrés  | 23 de marzo | 12:30 |
| Real Sociedad      | 3 - 0 | R. C. D. Espanyol         | Instalaciones de Zubieta       | 23 de marzo | 12:30 |
| F. C. Barcelona    | 3 - 0 | Athletic Club             | Ciudad Deportiva Joan Gamper   | 26 de marzo | 17:00 |

| F. C. Barcelona           | 1 - 0 | Valencia Féminas   | Ciudad Deportiva Joan Gamper    | 19 de marzo | 17:00 |
| Athletic Club             | 4 - 1 | Atlético Féminas   | Instalaciones de Lezama         | 29 de marzo | 11:45 |
| Oviedo Moderno C. F.      | 3 - 0 | U. D. Collerense   | Estadio Manuel Díaz Vega        | 29 de marzo | 19:30 |
| Rayo Vallecano            | 2 - 0 | Real Sociedad      | Ciudad Deportiva Rayo Vallecano | 30 de marzo | 11:30 |
| R. C. D. Espanyol         | 2 - 2 | Granada C. F.      | Ciutat Esportiva Dani Jarque    | 30 de marzo | 12:00 |
| C. D. Transportes Alcaine | 3 - 1 | Sevilla F. C.      | Estadio Pedro Sancho            | 30 de marzo | 12:00 |
| F. C. Levante Las Planas  | 2 - 4 | Sporting de Huelva | Estadio Municipal Les Planes    | 30 de marzo | 12:15 |
| Levante U. D.             | 2 - 0 | C. E. Sant Gabriel | Polideportivo de Nazaret        | 30 de marzo | 12:30 |

| Granada C. F.      | 0 - 0 | Rayo Vallecano            | Estadio Miguel Prieto          | 12 de abril | 12:15 |
| Atlético Féminas   | 0 - 3 | F. C. Barcelona           | Miniestadio Cerro del Espino   | 13 de abril | 10:00 |
| C. E. Sant Gabriel | 1 - 2 | Athletic Club             | Estadio José Luis Ruiz Casado  | 13 de abril | 11:00 |
| Sevilla F. C.      | 1 - 0 | F. C. Levante Las Planas  | José Ramón Cisneros Palacios   | 13 de abril | 11:00 |
| U. D. Collerense   | 3 - 1 | C. D. Transportes Alcaine | Estadio Can Caimari            | 13 de abril | 11:30 |
| Valencia Féminas   | 2 - 2 | R. C. D. Espanyol         | Estadio Municipal de Beniferri | 13 de abril | 12:00 |
| Sporting de Huelva | 1 - 2 | Levante U. D.             | Polideportivo Pepe San Andrés  | 13 de abril | 12:00 |
| Real Sociedad      | 1 - 1 | Oviedo Moderno C. F.      | Instalaciones de Zubieta       | 13 de abril | 16:30 |

| C. D. Transportes Alcaine | 1 - 0 | Real Sociedad      | Estadio Pedro Sancho            | 17 de abril | 12:30 |
| Rayo Vallecano            | 2 - 3 | R. C. D. Espanyol  | Ciudad Deportiva Rayo Vallecano | 18 de abril | 13:00 |
| Atlético Féminas          | 1 - 1 | Valencia Féminas   | Miniestadio Cerro del Espino    | 18 de abril | 17:00 |
| Athletic Club             | 1 - 1 | Sporting de Huelva | Instalaciones de Lezama         | 19 de abril | 11:45 |
| F. C. Levante Las Planas  | 2 - 3 | U. D. Collerense   | Estadio Municipal Les Planes    | 20 de abril | 11:30 |
| Levante U. D.             | 1 - 0 | Sevilla F. C.      | Polideportivo de Nazaret        | 20 de abril | 12:00 |
| Oviedo Moderno C. F.      | 2 - 2 | Granada C. F.      | Estadio Manuel Díaz Vega        | 20 de abril | 12:00 |
| F. C. Barcelona           | 5 - 1 | C. E. Sant Gabriel | Ciudad Deportiva Joan Gamper    | 20 de abril | 12:00 |

| Rayo Vallecano     | 2 - 1 | Valencia Féminas          | Ciudad Deportiva Rayo Vallecano | 26 de abril | 11:45 |
| C. E. Sant Gabriel | 2 - 1 | Atlético Féminas          | Estadio José Luis Ruiz Casado   | 27 de abril | 11:00 |
| Granada C. F.      | 4 - 0 | C. D. Transportes Alcaine | Estadio Miguel Prieto           | 27 de abril | 11:30 |
| Real Sociedad      | 1 - 1 | F. C. Levante Las Planas  | Instalaciones de Zubieta        | 27 de abril | 12:00 |
| R. C. D. Espanyol  | 3 - 3 | Oviedo Moderno C. F.      | Ciutat Esportiva Dani Jarque    | 27 de abril | 12:00 |
| Sevilla F. C.      | 2 - 0 | Athletic Club             | José Ramón Cisneros Palacios    | 27 de abril | 12:00 |
| Sporting de Huelva | 2 - 1 | F. C. Barcelona           | Polideportivo Pepe San Andrés   | 27 de abril | 12:00 |
| U. D. Collerense   | 1 - 1 | Levante U. D.             | Estadio Can Caimari             | 27 de abril | 13:00 |

| F. C. Barcelona           | 4 - 0 | Sevilla F. C.      | Ciudad Deportiva Joan Gamper   | 3 de mayo | 11:45 |
| Atlético Féminas          | 5 - 2 | Sporting de Huelva | Miniestadio Cerro del Espino   | 3 de mayo | 17:00 |
| Levante U. D.             | 1 - 1 | Real Sociedad      | Polideportivo de Nazaret       | 4 de mayo | 12:00 |
| Valencia Féminas          | 1 - 2 | C. E. Sant Gabriel | Estadio Municipal de Beniferri | 4 de mayo | 12:00 |
| Athletic Club             | 2 - 1 | U. D. Collerense   | Instalaciones de Lezama        | 4 de mayo | 12:00 |
| Oviedo Moderno C. F.      | 0 - 0 | Rayo Vallecano     | Estadio Manuel Díaz Vega       | 4 de mayo | 12:00 |
| C. D. Transportes Alcaine | 1 - 1 | R. C. D. Espanyol  | Estadio Pedro Sancho           | 4 de mayo | 12:00 |
| F. C. Levante Las Planas  | 2 - 1 | Granada C. F.      | Estadio Municipal Les Planes   | 4 de mayo | 12:00 |

## Datos y estadísticas
Actualizado hasta la jornada 30
| Pos. | Jugadora               | Club               | Goles |
| ---- | ---------------------- | ------------------ | ----- |
| 1ª   | Sonia Bermúdez         | F. C. Barcelona    | 28    |
| 2ª   | Noelia Aybar "Rivi"    | Granada C. F.      | 22    |
| 3ª   | Erika Vázquez          | Athletic Club      | 20    |
| 4ª   | María Paz Vilas        | Valencia C. F.     | 17    |
| 5ª   | Amanda Sampedro        | Atlético de Madrid | 16    |
| 6ª   | Pilar Espadas          | U. D. Collerense   | 14    |
| 6ª   | Esther González        | Atlético de Madrid | 14    |
| 8ª   | Priscila Borja         | Rayo Vallecano     | 13    |
| 8ª   | Vanesa Gimbert         | Athletic Club      | 13    |
| 8ª   | Bárbara Latorre        | R. C. D. Espanyol  | 13    |
| 8ª   | Cristina Martín-Prieto | Sporting de Huelva | 13    |

| Pos. | Jugadora         | Club               | Goles encajados | Partidos jugados | Coeficiente |
| ---- | ---------------- | ------------------ | --------------- | ---------------- | ----------- |
| 1ª   | Laura Ràfols     | F. C. Barcelona    | 7               | 22               | 0,32        |
| 2ª   | Ainhoa Tirapu    | Athletic Club      | 18              | 23               | 0,78        |
| 3ª   | Mariajo Pons     | Valencia C. F.     | 27              | 30               | 0,90        |
| 4ª   | Sandra Paños     | Levante U. D.      | 28              | 30               | 0,93        |
| 5ª   | Cristina Cornejo | Real Sociedad      | 23              | 23               | 1           |
| 5ª   | Alícia Gómez     | Rayo Vallecano     | 30              | 30               | 1           |
| 7ª   | Lola Gallardo    | Atlético de Madrid | 29              | 26               | 1,12        |

### Otros datos

#### Hat-tricks
| Jugadora                 | Equipo          | Rival                  | Resultado | Jornada |
| ------------------------ | --------------- | ---------------------- | --------- | ------- |
| Claudia Zornoza          | Atlético Madrid | Sevilla FC             | 7–0       | 1ª      |
| Jade Boho                | Atlético Madrid | Sevilla FC             | 7–0       | 1ª      |
| Priscila Borja           | Rayo Vallecano  | FC Levante Las Planas  | 6-1       | 2ª      |
| Sonia Bermúdez (5 goles) | F. C. Barcelona | Granada C. F.          | 10–0      | 3ª      |
| Erika Vázquez            | Athletic Club   | CD Transportes Alcaine | 0-5       | 6ª      |
| Noelia Aybar "Rivi"      | Granada C. F.   | U. D. Collerense       | 3–4       | 8ª      |
| Sonia Bermúdez           | F. C. Barcelona | FC Levante Las Planas  | 0–3       | 8ª      |
| Noelia Aybar "Rivi"      | Granada C. F.   | FC Levante Las Planas  | 5-1       | 15.ª    |
| Nekane Díez              | Athletic Club   | CD Transportes Alcaine | 7-0       | 21.ª    |
| Sonia Bermúdez           | F. C. Barcelona | FC Levante Las Planas  | 4–0       | 23ª     |
| Esther González          | Atlético Madrid | Sporting de Huelva     | 5–2       | 30ª     |

#### Rachas
| Rachas              | Club                  | Jornadas               |
| ------------------- | --------------------- | ---------------------- |
| Partidos sin perder | F. C. Barcelona       | 28 (jornada 1 a la 28) |
| Partidos ganados    | F. C. Barcelona       | 8 (jornada 7 a la 14)  |
| Partidos perdidos   | FC Levante Las Planas | 6 (jornada 4 a la 9)   |
| Partidos sin ganar  | FC Levante Las Planas | 8 (jornada 7 a la 14)  |
| Partidos sin ganar  | Granada C. F.         | 8 (jornada 11 a la 18) |
| Partidos sin ganar  | Sevilla F. C.         | 8 (jornada 14 a la 21) |

#### Goleadas
| Récord                  | Partido                   | Partido   | Partido                  | Partido |
| Récord                  | Local                     | Resultado | Visitante                | Jornada |
| ----------------------- | ------------------------- | --------- | ------------------------ | ------- |
| Mayor goleada local     | F. C. Barcelona           | 10:0      | Granada C. F.            | 3ª      |
| Mayor goleada visitante | Real Sociedad             | 0:5       | F. C. Barcelona          | 2ª      |
| Mayor goleada visitante | C. D. Transportes Alcaine | 0:5       | Athletic Club            | 6ª      |
| Partido con más goles   | Athletic Club             | 9:1       | F. C. Levante Las Planas | 7ª      |
| Partido con más goles   | F. C. Barcelona           | 10:0      | Granada C. F.            | 3ª      |

#### Maratonianas
Jugadoras que disputaron al completo todos los partidos del campeonato liguero (2700 minutos):
- Alicia Gómez (Rayo Vallecano)
- Alba Gordillo (Oviedo Moderno)
- Sandra Paños (Levante U. D.)
- Paula Perea (Sevilla F. C.)
- María José Pons (Valencia C. F.)
- Andrea Rodríguez (U. E. Collerense)

#### Deportividad y disciplina[9]
- Equipo más deportivo:
  - F. C. Barcelona, 22 tarjetas amarillas y ninguna expulsión
- Equipo más amonestado:
  - Sporting de Huelva, 59 tarjetas amarillas y 5 expulsiones

- Más tarjetas amarillas:
  - Sandra García (Sporting de Huelva): 10 amonestaciones
- Más tarjetas rojas:
  - Inés Juan Altamira (F. C. Levante Las Planas): 2 expulsiones

#### Curiosidades
| Ranking      | Jugadora        | Club                      | Fecha de nacimiento |
| ------------ | --------------- | ------------------------- | ------------------- |
| Más veterana | Maider Castillo | Levante U. D.             | 3 de agosto de 1976 |
| Más joven    | Natalia Cebolla | C. D. Transportes Alcaine | 1 de junio de 1999  |